# Neckera perrottetii
Neckera perrottetii là một loài rêu trong họ Neckeraceae. Loài này được (Mont.) Müll. Hal. mô tả khoa học đầu tiên năm 1850.